# Herman Wrangel

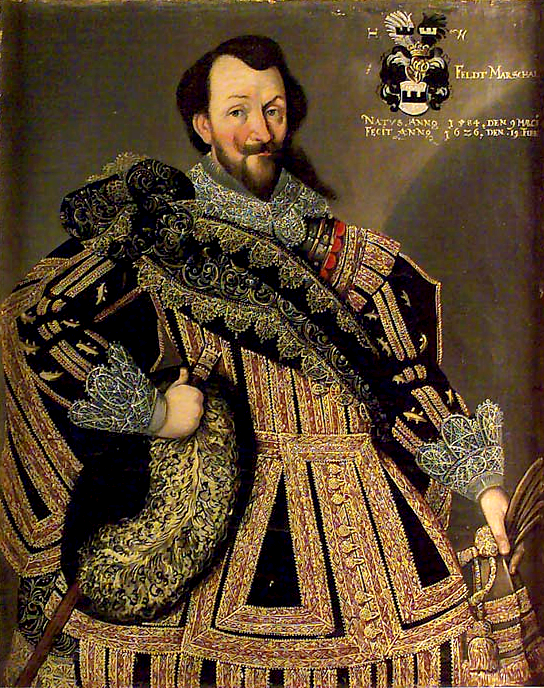
Herman Wrangel.

Herman Wrangel, (Livonia, 1584 o 1587-11 de diciembre de 1643) fue un soldado y político sueco de extracción germano-báltica. Fue elegido Mariscal de Campo en 1621, Consejero Privado de Suecia en 1630, Gobernador General de Livonia en 1643. También fue el padre de Carl Gustaf Wrangel.

## Biografía
Hermann von Wrangel vino de la antigua nobleza báltica Wrangel . Era hijo de Hans Wrangel († 1593), administrador del distrito y capitán sueco en Estonia, y su esposa Barbara Anrep († 1628).
Hermann von Wrangel se unió a los servicios suecos en el equipo de Östergötland desde el principio. Fue notado y asignado a tareas administrativas: en 1612 fue comandante en la fortaleza de Ivangorod , 1616 fue comandante en el castillo de Kalmar y 1619 fue nombrado comandante de la fortaleza Älvsborg . En 1621 fue ascendido a mariscal de campo y en 1623 gobernador en Kalmar y coronel del regimiento de Småland , en 1625 se convirtió en gobernador de Jönköping . En 1627, el rey Gustav II Adolf lo nombró gobernador de Elblag, La ciudad había caído en manos de los suecos el 14 de julio de 1626 y fue un importante puerto de suministro durante la guerra polaco-sueca . En Marienburg fue elegido comandante en jefe.
Como parte de esta guerra, se trasladó el 1 de febrero de 1629 con un ejército de 6000 hombres contra el ejército polaco al mando de Stanisław "Rewera" Potocki , que estaba en la ciudad de Estrasburgo , en el oeste de Prusia . En Prusia Occidental llegó el 12 de febrero de 1629 para la Batalla de Górzno ( Gorzno ), donde ganó. [1] Wrangel los polacos perseguidos por la espina , la propia ciudad, pero no podía tomarlo. El 13 de febrero regresó a Elbing. El 26 de octubre de 1629, la tregua de Altmark finalmente se completó durante seis años.
En 1630 fue nombrado miembro del Consejo Imperial y 1632 Gobernador de Prusia. En septiembre de 1635, Hermann von Wrangel negoció un tratado de paz entre Polonia y Suecia en el Tratado de Stuhmsdorf . El contrato se firmó el 12 de septiembre de 1635. El 12 de enero de 1636, los suecos abandonaron Wrangel Elbing y lo devolvieron al duque de Prusia . El mariscal de campo ahora luchó junto a Johan Banér . Entre ellos, sin embargo, siempre hubo disputas. Ya en julio de 1637 Wrangel había ofrecido su renuncia. En el otoño de 1637 llegó a intensos combates en Pomerania . Wrangel tuvo que retirarse a Greifswald, su general Vitzthum von EckstättYa no podía evitar que las tropas imperiales bajo el general Gallas cruzaran el Peene . En la lucha casi todo el ejército fue aniquilado.
El gobierno sueco ordenó a Wrangel regresar a Suecia el 6 de abril de 1638. Su hijo Carl Gustav , que lo había acompañado como coronel, se convirtió en mayor general y tomó su lugar. Herman von Wrangel fue a su castillo Skokloster , cuya construcción actual no fue construida hasta 1670 por su hijo.
En 1643 todavía fue nombrado gobernador general de Livonia. Se mudó a Riga el 3 de septiembre y murió allí en diciembre del mismo año, siendo enterrado en una capilla grave de la iglesia de Skokloster . La capilla funeraria fue diseñada por el escultor y yesero Daniel Anckermann .

## Familia
Hermann von Wrangel se casó tres veces.
Se casó en el primer matrimonio con Freiin Magaretha de Grip (1586-1624). La pareja se casó el 1 de diciembre de 1612. Era la hija del Reichsrat Moritz Birgersson de Grip y la condesa Edla Leijenhufvnd y estaba relacionada con la familia real sueca.
- Carl Gustaf Wrangel (1613-1676) en 1640 con Anna Margaret de Haugwitz (1622-1673)
- Johann Moritz (nacido el 16 de mayo de 1616, † 10 de enero de 1665), general sueco contrajo matrimonio en 3 ocasiones:
- 28 de marzo de 1638 Anna Baat († 16 de junio de 1646)
- 26 de junio de 1652 Catharina Leijonhufvud (nacida el 22 de octubre de 1628, † 1658)
- 24 de febrero de 1660 Beate von Kagg (* 28 de junio de 1638; †?)

En su segundo matrimonio se casó con Catharina von Gyldenstjerna (probablemente 1610-1629). Ella era la hija de Carl Erikson de Gyldenstierna (* 1586, † 23 de octubre de 1621) y Anna von Ribbing (* 1576, † 1628).
- Adolf Hermann (* 1628, † 16 de junio de 1656), coronel abeth Elisabeth de rosas.

Su tercera esposa fue Amalie Magdalena Nassau (nacida el 2 de septiembre de 1613, † 24 de agosto de 1669). La pareja se casó el 28 de abril de 1636 en Szczecin. Ella era la hija de Juan VII de Nassau-Siegen y Margarita de Holstein. En su segundo matrimonio, se casó con Christian August Duke de Pfalz-Sulzbach , con quien todavía tendría cinco hijos.
- Heinrich Wilhelm (* 1638, † 20 de noviembre de 1643)
- Maria Christiane (nacida el 28 de agosto de 1638, † 17 de diciembre de 1691) en  1657 con Kurt Christoph von Königsmarck (1634-1673)
- Johann Friedrich (nacido el 11 de junio de 1640, † 10 de mayo de 1662)
- Wolmar Hermann (* 1. November 1641; † 1675);
- Heinrich Wilhelm (* 1643; † 12. November 1673), Capitán
- Magarethe Barbara (* 1642; † nach 1707)
- Elisabeth Dorothea (1644-?) casada en 1669 con Otto von Scheidingen (1637-1714)